# Astynoscelis
Astynoscelis is een kevergeslacht uit de familie van de boktorren (Cerambycidae). De wetenschappelijke naam van het geslacht werd voor het eerst geldig gepubliceerd in 1904 door Pic.

## Soorten
Astynoscelis is monotypisch en omvat slechts de volgende soort:
- Astynoscelis degener (Bates, 1873)